# José Escobar Saliente
Pour les articles homonymes, voir Escobar.
José Escobar Saliente (Josep Escobar i Saliente en catalan) est un auteur de bande dessinée espagnol né en 1908 à Barcelone et mort dans la même ville en 1994.
qui signait Escobar. Il est connu pour avoir créé les séries Zipi y Zape et Carpanta.